# 13212 Джейлено
13212 Джейлено (13212 Jayleno) — астероїд головного поясу, відкритий 3 травня 1997 року.
Тіссеранів параметр щодо Юпітера — 3,464.